# Orang Kanaq
Cet article possède des paronymes, voir Kanak et Qaanaaq.
Les Orang Kanaq sont une population du sud-est de la péninsule Malaise. Ils habitent dans la région de Mawai (1° 52′ 00″ N, 103° 57′ 00″ E), dans le district de Kota Tinggi dans l'État de Johor, à environ 60 km au nord-est de Johor Bahru, la capitale de l'état. Ils n'étaient plus que 34 individus en 1981.
Le gouvernement malaisien les range parmi les Orang Asli (« gens des origines »), terme qui désigne les populations autochtones de la péninsule.

## Langue
La langue des Orang Kanaq (en) appartient au sous-groupe dit « malais aborigène » de la branche malayo-polynésienne des langues austronésiennes. Elle est pratiquement éteinte.